# Sifrei ha-Minim
Les Sifrei ha-Minim sont dans la littérature rabbinique, une catégorie particulière de livres qui peut se traduire par « livres des mécréants ».

## Plus ancien témoin
Le plus ancien de ces passages se trouve dans le Talmud en Shabbat XIII, 5. Des passages parallèles existent dans le Talmud de Jérusalem en Shabbat XVI, 1, 15c et dans le Talmud de Babylone en Shabbat 116a.

« En cas d'incendie, on ne sauve pas les giloyim et les sifrei ha-minim, ils brûlent sur place et avec eux les mentions du Nom de Dieu [qu'ils renferment]. Rabbi Yossi le Galiléen dit: « Les jours ouvrables, on découpe les mentions [du Nom de Dieu] et on les remise, tandis qu'on brûle le reste. » Rabbi Tarphon déclare : « Que je perde mes enfants plutôt que de manquer, si ces livres venaiaent à me tomber entre les mains, de les brûler, eux et les mentions [du Nom de Dieu] qui s'y trouvent. Et si l'on me poursuit, j'entrerai dans un lieu de culte païen, mais non pas chez eux, parce que les païens ne Le connaissent pas et ne Le renient pas, tandis qu'eux Le connaissent et Le renient ». »

— Talmud en Shabbat XIII, 5

## Les «giloyim»
Simon Claude Mimouni fait observer que, « dans ce passage, la question des Sifrei ha-Minim est liée à celle d'une catégorie d'ouvrages désignés, quant à eux, sous le nom de gilyonim. Le sens habituel de ce terme est bords ou marges d'un Rouleau de l'Écriture, mais certains critiques veulent voir ici des écrits chrétiens, notamment les Évangiles comme cela est explicitement établi dans la version non censurée du Talmud de Babylone en Shabbat 116a, où l'on trouve un jeu de mots entre gilyon aven (le rouleau du mensonge) et gilyon avon (le rouleau du péché). »
Pour Simon Claude Mimouni comme pour la Jewish Encyclopedia, les gilyonim sont les évangiles, en particulier les évangiles judéo-chrétiens écrits en araméen (Évangile des Hébreux, Évangile des Nazaréens, Évangile des Ébionites et/ou Évangile des douze Apôtres).